# Anton von Leubnitz
Anton von Leubnitz (ur. 1717, zm. 15 maja 1796) – prawnik, dyplomata saksoński i polski.
Pochodził ze szlachty łużyckiej. Jego miastem rodzinnym był Münchenbernsdorf. Studiował prawo na Uniwersytecie w Witenberdze (1732-). Pełnił obowiązki rezydenta Saksonii w Gdańsku od 1749, zaś nominację otrzymał w 1750; misję zakończył w 1765. Jednocześnie sprawował urząd polskiego wicekomisarza generalnego tamże (1749-1761). W okresie ingerencji Augusta III w gdański system polityczny, Leubnitz był zaangażowany w kwestie reformy ustrojowej w Gdańsku (1749–1751). Następnie zamieszkał na zamku Wasserschloss w Münchenbernsdorf. Pochodzący z pobytu w Gdańsku zbiór 683 poloników przekazał Książęcej Bibliotece (Kurfürstlichen Bibliothek) w Dreźnie. 